# Tito Livio Ferreira
Tito Livio Ferreira (Itapuí, 4 de junho de 1894 - São Paulo, 15 de dezembro de 1988) foi um historiador, professor de História da Idade Média e de História de Portugal na Faculdade de Filosofia de São Bento da Pontifícia Universidade Católica de São Paulo, e escritor brasileiro. Foi professor dos três níveis. Lecionou francês no Ginásio Ipiranga, professor de História Antiga, Medieval e das Américas na PUC-SP. Ministrou Curso de Extensão Universitária na PUC de Porto Alegre-RS em 1962, sobre História de Portugal. Foi um dos fundadores do Centro do Professorado Paulista. Colaborou durante trinta anos, regularmente em vários jornais paulistas, entre os quais A Gazeta e o O Estado de S. Paulo.

## Vida
Ajudou a fundar a Ordem Nacional dos Bandeirantes, em 1964, da qual foi também presidente. Foi igualmente um dos fundadores da Academia Paulista de História (APH), em São Paulo, em 18 de dezembro de 1972, cabendo a ele a presidência da sua Diretoria  (1973–76).
Fez os estudos primários em sua terra natal, iniciou o secundário na cidade de Jaú e, terminou-os em Piracicaba. Mais tarde bacharelou-se em Direito pela Universidade Fluminense. Foi um dos fundadores do Centro do Professorado Paulista (CPP) e um dos primeiros a lutar pelo pagamento das  férias dos professores na década de 30. Foi professor dos três níveis. Deu aula de francês no Ginásio Ipiranga, de História Medieval, História das Américas e Histórias da Antiguidade na PUC, São Paulo. Ministrou curso de extensão universitária na PUC de Porto Alegre, RS, em 1962, sobre a  História de Portugal. De 1946 a 1963 exerceu o cargo de historiógrafo chefe da Seção da História do Museu Paulista  (Museu do Ipiranga).
Colaborou durante 30 anos , regularmente, em vários jornais paulistas, entre os quais  A Gazeta e o Estado de São Paulo. Foi titular da  cadeira nº 11 da Academia Paulista de Letras, Diretor do Instituto Histórico e Geográfico de São Paulo e fundador da Academia Paulistana da História. Recebeu a condecoração de São Tiago da Espada do Governo Português e a Grã-Cruz da Ordem do Ipiranga, do Governo do Estado de São Paulo. Tito Escreveu 15 livros de história e 03 didáticos de francês. Ele foi pioneiro na luta pelo direito às férias dos professores.
Em 1954, o Governo de Portugal condecorou-o com a Ordem de Cristo. Em sua homenagem, o Governo do Estado de SP nomeou uma escola com seu nome.

## Obra
Para Tito Livio Ferreira o padre Manuel da Nóbrega foi o verdadeiro fundador da cidade de São Paulo.
No livro “A Maçonaria na Independência Brasileira”, escrito em coautoria com seu irmão Manoel Ferreira, ele apresenta uma impressionante coletânea de documentos, e foi base de onde grandes historiadores estabeleceram muitas de suas teses.
Para Livio Ferreira uma precondição para compreendermos a história do Brasil é conhecer mais profundamente a história de Portugal, a qual singular no concerto das nações europeias (primeira nação constituída da Europa - 1385), explica a história do Brasil, igualmente singular no âmbito das Américas. Assim, retrocederemos até quando o Condado Portucalense foi presenteado por Leon e Castela a Henrique de Bourbon, um príncipe dos Capeto, por seu casamento com a princesa castelhana Dna. Tereza. Após a morte de D. Henrique, seu filho Afonso Henriques procura tornar-se independente da influencia castelhana e para isto conta com o apoio do grande contingente templário baseado em Portugal. Esta ligação com os Templários influenciará fortemente na formação do futuro Reino e seu destino.
Lívio Ferreira destaca que já na crista da Idade Media a Lusitânia começa a reorganizar o Município romano, sob o nome de Conselhos, que surgem como grêmios defensores das liberdades e direitos do povo, agrupando os poderes judiciário, legislativo e executivo, exercidos pelos boni-hominis eleitos pelo povo. Assim, na monarquia antiga criada por Afonso Henriques (D.Afonso I) em 1140, foi o Rei aclamado por seus vassalos. Daí considerar-se que o poder residia na Nação, que o delegava ao soberano, que caso fosse contra as leis estatutárias e violasse os costumes do Reino podia ser deposto. Em 1254 nas cortes de Leria, ao lado do Rei, no Conselho de sua majestade figuram os representantes do povo pela primeira vez na Europa. Portanto a tradição e observada quando a 22/1/1532, Martim Afonso de Sousa preside a 1a eleição livre e popular realizada nas Américas ao instalar a Câmara de Vereadores de São Vicente. Cabe salientar que enquanto não houve eleições nas Américas inglesa e espanhola até a data da independência desses povos, no Brasil, desde então as eleições populares eram feitas anualmente de acordo com a lei eleitoral capitulada nas Ordenações do Reino.
Quando a Ordem dos Templários é extinta pelo Papa Clemente V em 1312, o então Rei de Portugal D. Diniz, cria a Ordem de Cristo para abrigar seus membros. Embora este seja um duro golpe para Portugal que tinha nos Templários poderosos aliados contra as pretensões espanholas de conquista, este fato suscita a decisão do Rei de promover as navegações com objetivos de expansão comercial e territorial. Tal intento contaria certamente com o conhecimento e posses templárias. D. Diniz não viveria para ver cumpridos os seus planos, mas faz seus filhos jurarem em seu leito de morte que não os abandonariam, pois não visavam simplesmente poder e riqueza, mas a sobrevivência da Nação Portuguesa.
De acordo com seus estudos, a saga dos descobrimentos e consequente expansão portuguesa principiam em 1415, após a batalha de Ceuta, quando o Infante D. Henrique cria em Lagos, no Algarve, a Escola Naval de Sagres, a 1a Escola Náutica do Mundo. Em 1418 ele é nomeado pelo Papa Martinho V, Administrador Apostólico da Ordem Militar da Cavalaria de Nosso Senhor Jesus Cristo, ou Ordem de Cristo. As Bulas papais de 1418, 1431, 1447, 1452, e 1454, estipulam que todas as terras descobertas pelo Infante D. Henrique pertençam à Milícia e Ordem de Cristo pelos tempos futuros perpétuos. Assim sendo, a 22/4/1500, Pedro Álvares Cabral incorpora ao patrimônio da Ordem de Cristo a terra de Vera Cruz, depois Província de Santa Cruz, ou seja, o Brasil não pertencia a Portugal nem a Coroa Portuguesa, mas era patrimônio da Ordem de Cristo e governado pela Monarquia Portuguesa.
Três séculos depois João VI de Portugal, da Dinastia Bragança, em seu tempo considerado um grande estadista pela visão globalizante, soube entender o tremendo potencial de sua possessão ultramarina, e no dia 16 de dezembro de 1815 estabelece o Reino Unido de Portugal, Brasil e Algarves e cria a primeira Comunidade Global formada pela Monarquia Portuguesa (que serviu de modelo para o Reino Unido da Grã Bretanha criado meio século depois, em 1867), unindo todos os súditos portugueses em um Império duas vezes maior que o Romano, pois abrangia o Reino de Portugal, o Reino do Brasil, Ilhas Atlânticas, Angola, Guiné, Moçambique, (províncias africanas), Goa e Macau, (províncias asiáticas), e Timor na Oceania, constituído por 10 raças: Lusitanos, Celtas, Iberos, Gregos, Fenícios, Cartagineses (norte da África), Romanos, Alemães Visigodos, Árabes e Normandos, o 1o com abrangência planetária, coeso em suas mesmas leis únicas, as Ordenações do Reino, seus mesmos direitos, suas mesmas prerrogativas e sua mesma língua, sendo todos portugueses pelo sangue (jus sanguini) e pelo solo (jus soli). O Reino Unido de Portugal, Brasil e Algarves, tinha sede no Rio de Janeiro onde desde 1808 residia a família Real.
Embora a transferência da sede da coroa tenha se precipitado face às guerras Napoleônicas, cabe observar que haviam sido criadas condições para tal. Esta transferência foi cogitado em varias ocasiões desde meados do século XVI (nota 5), e desde então se procurou estabelecer no Brasil uma extensão do Reino Português. Com Tomé de Sousa chegam os primeiros funcionários públicos, enviados por D.João III (1502-1557, 15o Rei de Portugal), e com eles o Padre Manuel da Nóbrega, 1o secretário da Educação do Estado do Brasil, criando  em 1549 o ensino público gratuito, com professores jesuítas pagos pela Monarquia Portuguesa que lecionavam segundo os currículos da Universidade de Coimbra.
Baseado nestes e em muitos outros fatos documentados, surge a mais famosa tese de Tito Lívio Ferreira, que viria a dar nome ao seu livro: O Brasil não foi Colônia.

## Obras
- "Anchieta e as Canárias" (1953)
- "Padre Manoel da Nobrega" (1957)
- “História da Civilização Brasileira” (1959)
- “A Maçonaria na Independência Brasileira” (1961)
- "Histórico das Festas Centenarias da Beneficêcia Portuguesa de S. Paulo" (1964)
- "História da Educação Lusobrasileira" (1966)
- "Nóbrega e Anchieta em São Paulo de Piratininga"
- "O Elemento Espanhol na Capitania de São Vicente" (1973)
- "O Idioma Oficial do Brasil é o Português?" (1977)
- "A Ordem de Cristo e o Brasil" (Ibrasa, 1980)
- "O Brasil não foi Colônia".[1]
- "Portugal no Brasil e no Mundo" (1984)